# Арменска републиканска партия
Арменската републиканска партия (на арменски: Հայաստանի Հանրապետական Կուսակցություն) е арменска политическа партия, подкрепяща националния консерватизъм. Тя е основана на 2 април 1990 година, малко преди рухването на тоталитарната комунистическа система в страната. Регистрирана е на 14 май 1991 година.
На изборите през 2012 година получава почти 45% от гласовете, които ѝ отреждат 69 депутатски места в 131-местния парламент. След масови протести срещу нейното управление, на изборите през 2018 година партията получава 4,7% от гласовете и остава извън парламента.